# Enric Llansana
Enric Llansana, né le 12 avril 2001 à Cambrils en Espagne, est un footballeur néerlandais qui joue au poste de milieu de terrain au RSC Anderlecht.

## Biographie
Enric Llansana naît d'un père espagnol et d'une mère néerlandaise dans la province de Tarragone en Catalogne. Après le divorce de ses parents, il déménage aux Pays-Bas.

### En club
Arrivé à l'Ajax en 2012, il s'y affirme avec l'équipe reserve dès la saison 2018-19 en Eerste Divisie. Il est également un des éléments centraux de l'équipe ajacide en UEFA Youth League.
Le 22 juin 2022, il a été annoncé que Llansana avait quitté l'Ajax pour les Go Ahead Eagles, pour un contrat de quatre ans. Il a fait ses débuts avec les Go Ahead Eagles le 7 août contre l'AZ Alkmaar.
Le 1er juillet 2025, le RSC Anderlecht, en Belgique, annonce sa signature jusqu’en 2029.

### En sélections nationales
Possédant la double nationalité hispano-néerlandaise, Llansana évolue avec les sélections de jeunes des Pays-Bas.
Avec l'équipe des Pays-Bas des moins de 17 ans, il participe au championnat d'Europe des moins de 17 ans en 2018. Lors de cette compétition, il joue quatre matchs. Les Pays-Bas remportent le tournoi en battant l'Italie en finale après une séance de tirs au but.

## Palmarès

### En club
|  |  | Go Ahead Eagles - Coupe des Pays-Bas (1) : - Vainqueur : 2025,. |

### En sélections nationales
|  |  | Pays-Bas -17 ans - Championnat d'Europe -17 ans (1) : - Vainqueur : 2018. |